# Zygoballus melloleitaoi
Zygoballus melloleitaoi là một loài nhện trong họ Salticidae.
Loài này thuộc chi Zygoballus. Zygoballus melloleitaoi được María Elena Galiano miêu tả năm 1980.